# Валь-де-Ламбронн
Валь-де-Ламбронн (фр. Val de Lambronne) — муніципалітет у Франції, у регіоні Окситанія, департамент Од. Валь-де-Ламбронн утворено 1 січня 2016 року шляхом злиття муніципалітетів Кодваль i Гейт-е-Лабастід. Адміністративним центром муніципалітету є Кодваль. Населення — 161 особа (01.01.2021).